# 松江フォーゲルパーク駅
松江フォーゲルパーク駅（まつえフォーゲルパークえき）は、島根県松江市大垣町に位置する一畑電車北松江線の駅である。駅番号は17。
ワンマンカー整理券の印面およびデジタル運賃表の次駅表示は「フォーゲル」である。また駅名標には漢字片仮名の駅名以外に「まつえふぉーげるぱーく」と、全平仮名でも表記されている。

## 歴史
- 2001年（平成13年）7月23日：松江フォーゲルパークの開園に伴い開業。
- 2004年（平成16年）3月15日：急行列車化された「出雲大社号」の停車駅に指定される。
- 2006年（平成18年）4月1日：一畑電気鉄道の持株会社移行に伴い、新設の一畑電車株式会社が鉄道事業を承継。

## 駅構造
松江方面に向かって左側に単式ホーム1面1線を有する地上駅（停留所）。無人駅である。ホームを覆う屋根上には、千木風の装飾がなされている。

## 利用状況
1日平均の乗降人員は以下の通り。
| 年度   | 1日平均 乗車人員 | 1日平均 乗降人員 |
| ------ | ---------------- | ---------------- |
| 2001年 | 13               | 42               |
| 2002年 | 15               | 88               |
| 2003年 | 26               | 52               |
| 2004年 | 30               | 68               |
| 2005年 | 20               | 42               |
| 2006年 | 31               | 64               |
| 2007年 | 20               | 45               |
| 2008年 | 23               | 55               |
| 2009年 | 21               | 45               |
| 2010年 | 27               | 57               |
| 2011年 | 33               | 69               |
| 2012年 | 33               | 65               |
| 2013年 | 28               | 65               |
| 2014年 | 20               | 45               |
| 2015年 | 23               | 56               |
| 2016年 | 23               | 53               |
| 2017年 | 23               | 49               |
| 2018年 | 34               | 68               |
| 2019年 | 25               | 62               |
| 2020年 | 14               | 31               |

## 駅周辺
- 松江フォーゲルパーク
- 国道431号
- 宍道湖

## 隣の駅
一畑電車
■北松江線
■特急「スーパーライナー」・■急行（電鉄出雲市行き）
通過
■急行（大社線直通）
津ノ森駅（15） - 松江フォーゲルパーク駅（17）- 秋鹿町駅（18）
■普通
高ノ宮駅（16）- 松江フォーゲルパーク駅（17）- 秋鹿町駅（18）